# Murghob
Murǧob o Murghob (in tagico Мурғоб; in russo Мургаб, Murgab) è un centro abitato del Tagikistan centro-orientale, situato sui monti del Pamir, nella regione autonoma del Gorno-Badakhshan. È uno dei pochi centri dell'area orientale della regione e il più alto del Tagikistan (e dell'ex Unione Sovietica), a 3650 m s.l.m.
Sorge presso le rive dell'omonimo fiume, all'intersezione tra la strada del Pamir (M41) che collega la capitale della regione, Choruǧ (distante circa 300 km a sud ovest), al Kirghizistan (a nord), e la strada che conduce alla città cinese di Tashkurgan (ad est) attraverso il passo Kulma. Murghob, posta all'incrocio di queste due strade, è un importante centro per il commercio, tra cui viene comunemente ritenuto incluso il traffico illegale di droga.
La cittadina è stata costruita durante il regime sovietico come zona di sosta lungo la strada del Pamir. La popolazione è costituita circa per la metà da tagichi e per l'altra metà da chirghisi. Il nome deriva forse dal termine persiano مرغاب, che significa "fiume degli uccelli" o "fiume delle anatre"; secondo altre fonti deriva dal termine nurkap che significa "sacco di luce".